# Neopilio australis
Espèce
Neopilio australis est une espèce d'opilions eupnois de la famille des Neopilionidae.

## Distribution
Cette espèce est endémique du Cap-Occidental en Afrique du Sud.  

## Description
Le mâle syntype mesure 5,5 mm.

## Systématique et taxinomie
Cette espèce a été décrite par Lawrence en 1931.

## Publication originale
- Lawrence, 1931 : « The harvest-spiders (Opiliones) of South Africa. » Annals of the South African Museum, vol. 29, no 2, p. 341-508.